# Peperomia punicea
Peperomia punicea är en pepparväxtart som beskrevs av Gustav Adolf Hugo Dahlstedt. Peperomia punicea ingår i släktet peperomior, och familjen pepparväxter. Inga underarter finns listade i Catalogue of Life.